# オウコチョウ

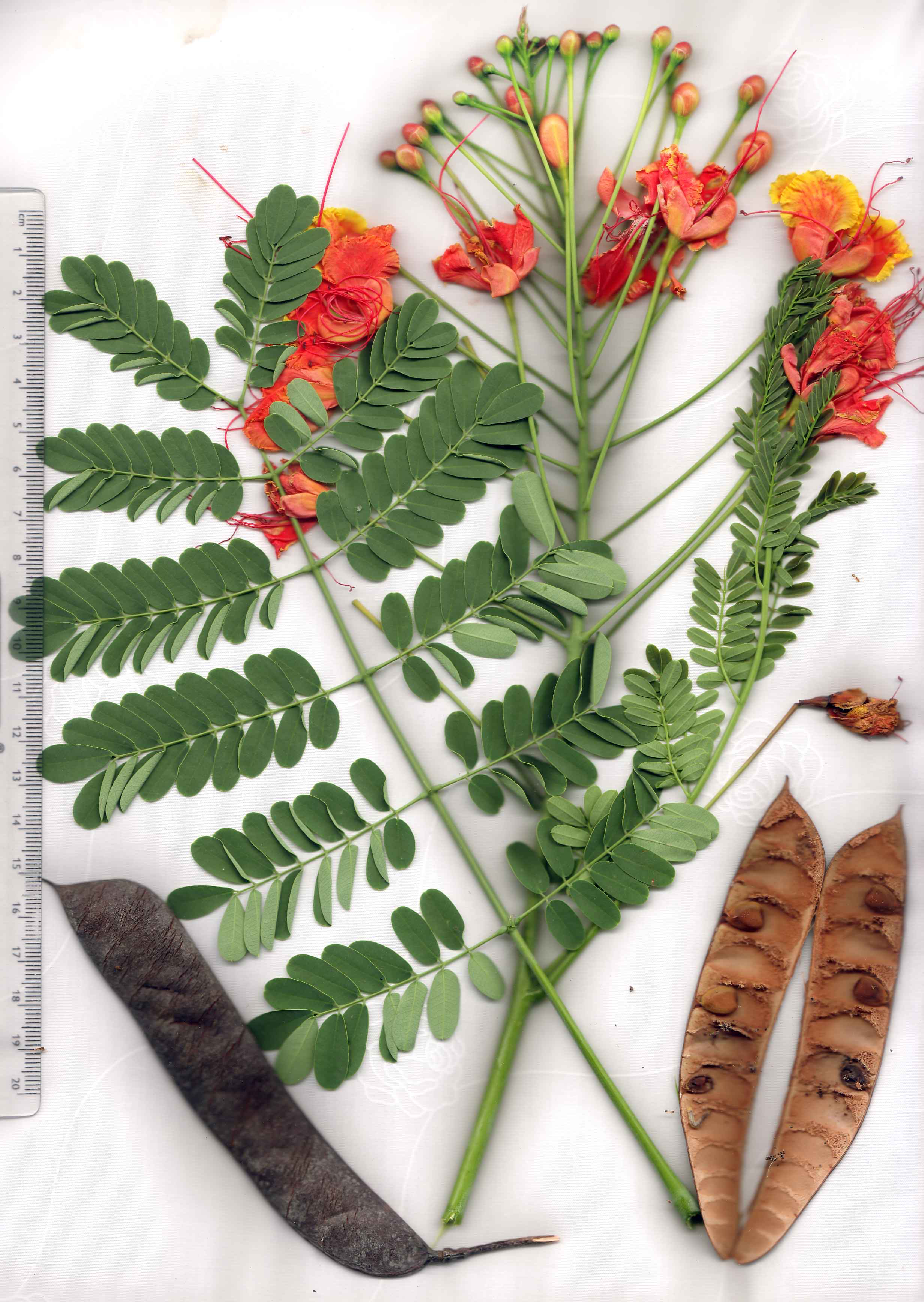
植物画風に整えた生鮮標本

オウコチョウ Caesalpinia pulcherrima はジャケツイバラ亜科の植物の1つ。熱帯性の樹木で橙黄色の大きな美しい花をつける。

## 特徴
常緑性の小高木。高さは2-5mで主茎は直立して伸びずに不規則に曲がり、枝には下向きの鋭い棘がある。葉は長さ30cmに達し、偶数二回羽状複葉で6-9対の羽片には小羽片が10-12対の小羽片がある。小羽片は偏った楕円形をしており、長さ1.2-2cmになる。
花は茎の先端か葉の腋から出て総状花序、あるいは円錐花序の形をとる。花茎は細長く、花は径5cm。萼は5裂し、花弁は5枚でそれぞれ円形だが不揃いな形をしている。平らに開く花弁は橙色から黄色で、花弁の縁には黄色の襞がある。花の中心からは紅色の雄しべと花柱が長く伸びる。
豆果は扁平で長さ10cmまでになる。
和名は黄胡蝶の意味である。学名の種小名は『もっとも美しい』の意味である。英名はBarbados flower-fence,  Barbados-pride, dwarf poinciana, flower-fence, pride-of Barbados。ただし沖縄関連では何故か本種の和名はオオゴチョウでほぼ統一されている。例えば天野(1982)では本種の和名をこのように示し、その漢字表記として黄胡蝶を示してあるが、同時に黄紅蝶という表記も記してあり、これは沖縄物産志に依るとのことである。

## 分布
熱帯アメリカ産で、西インド諸島が原産とされる。ただし現在では世界の熱帯から亜熱帯域に栽培されている。

## 利用
観賞用に栽培される。花は鮮やかで、特に橙から黄色の花弁と雄しべや花柱の紅色のコントラストが美しい。
熱帯植物なので日本本土では温室で栽培するものだが、西南部の暖地域では戸外でも育つ。沖縄ではかなり古くに持ち込まれたものとのことで『琉球の3名花』の1つといわれるとのこと。

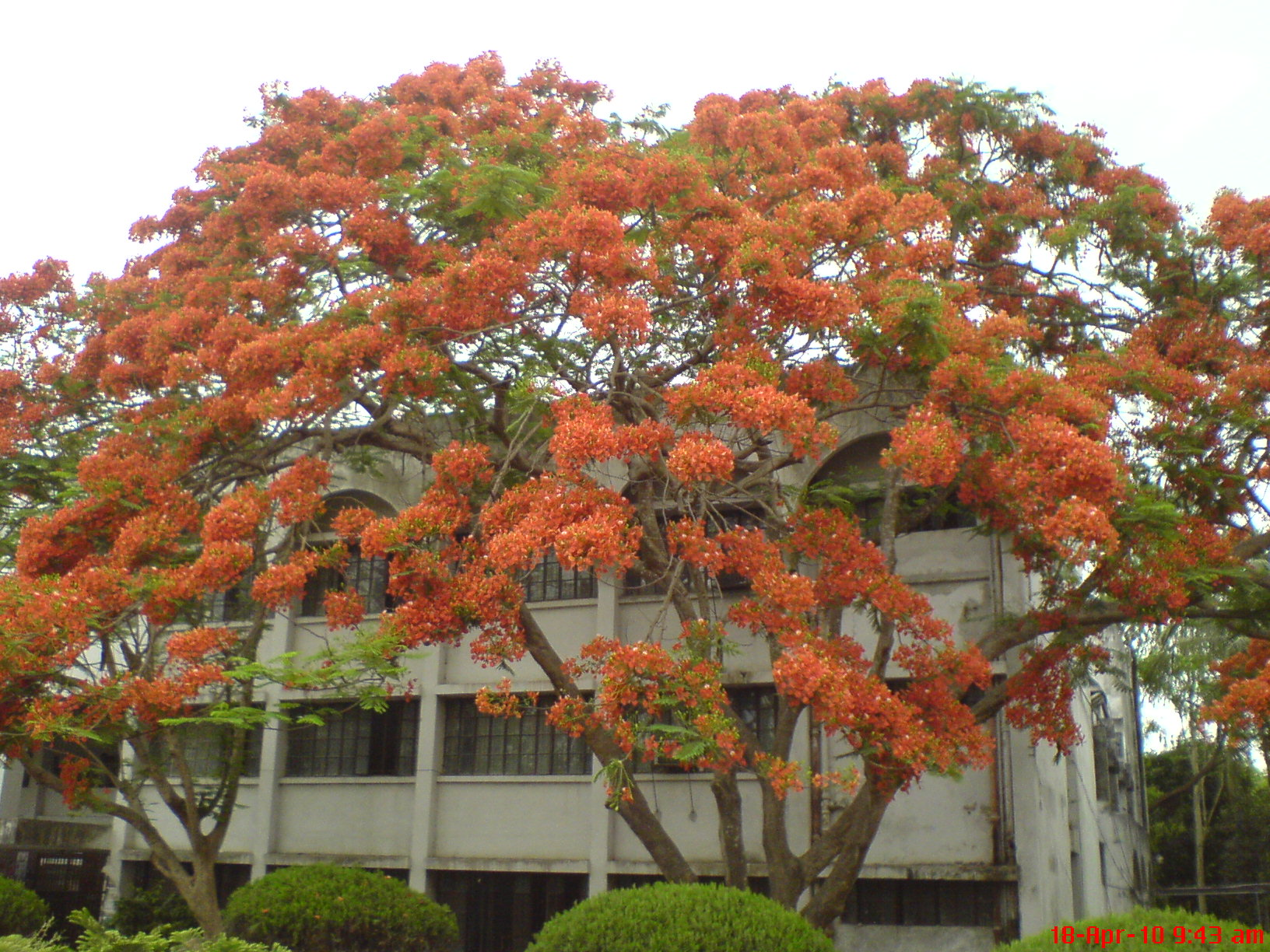
満開の樹木
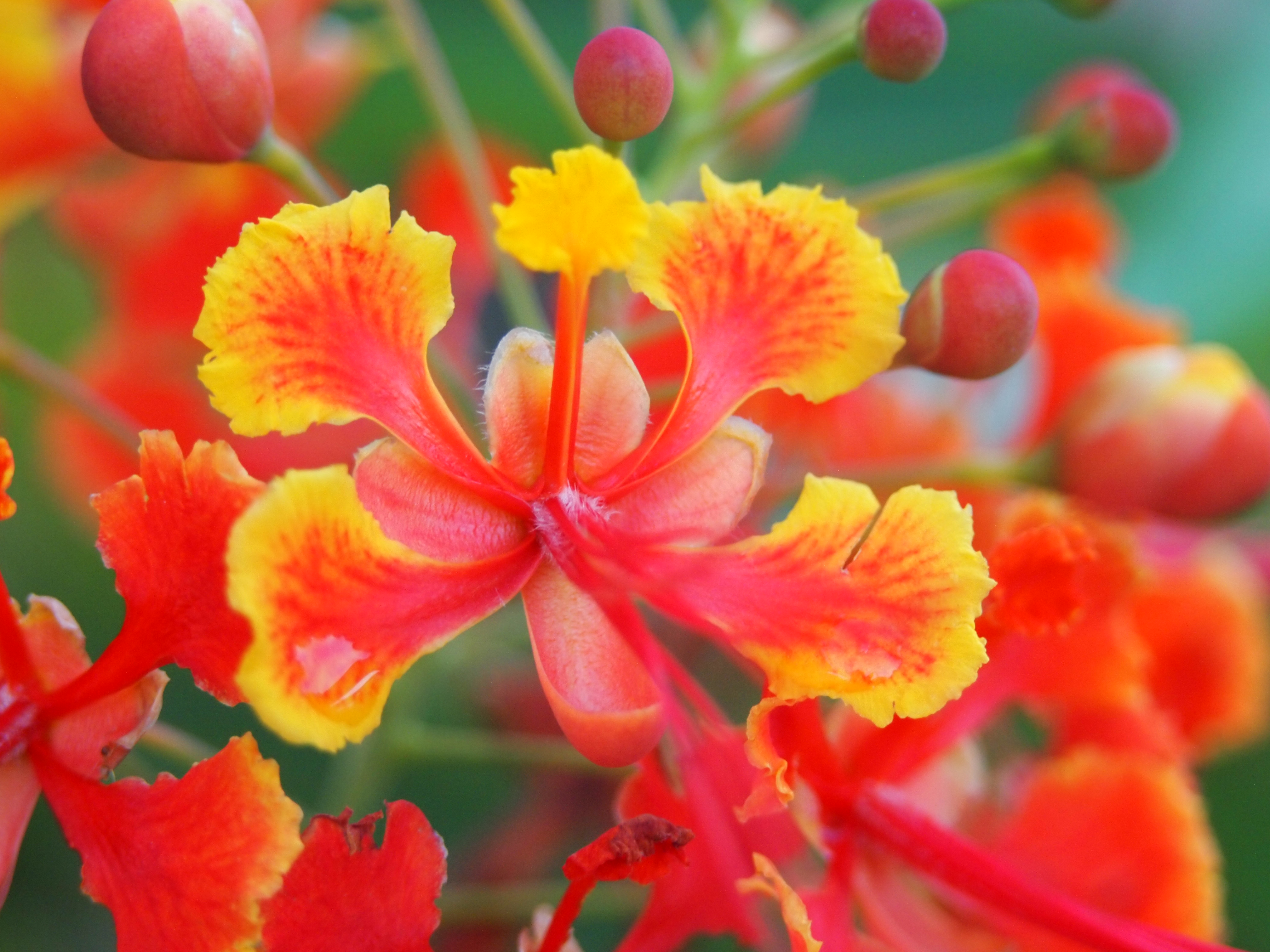
花弁の形が分かる
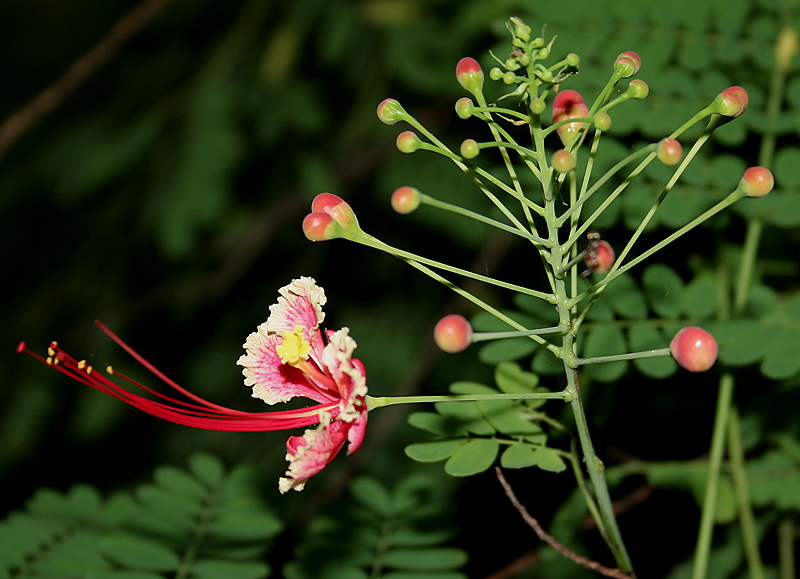
花序と花の側面
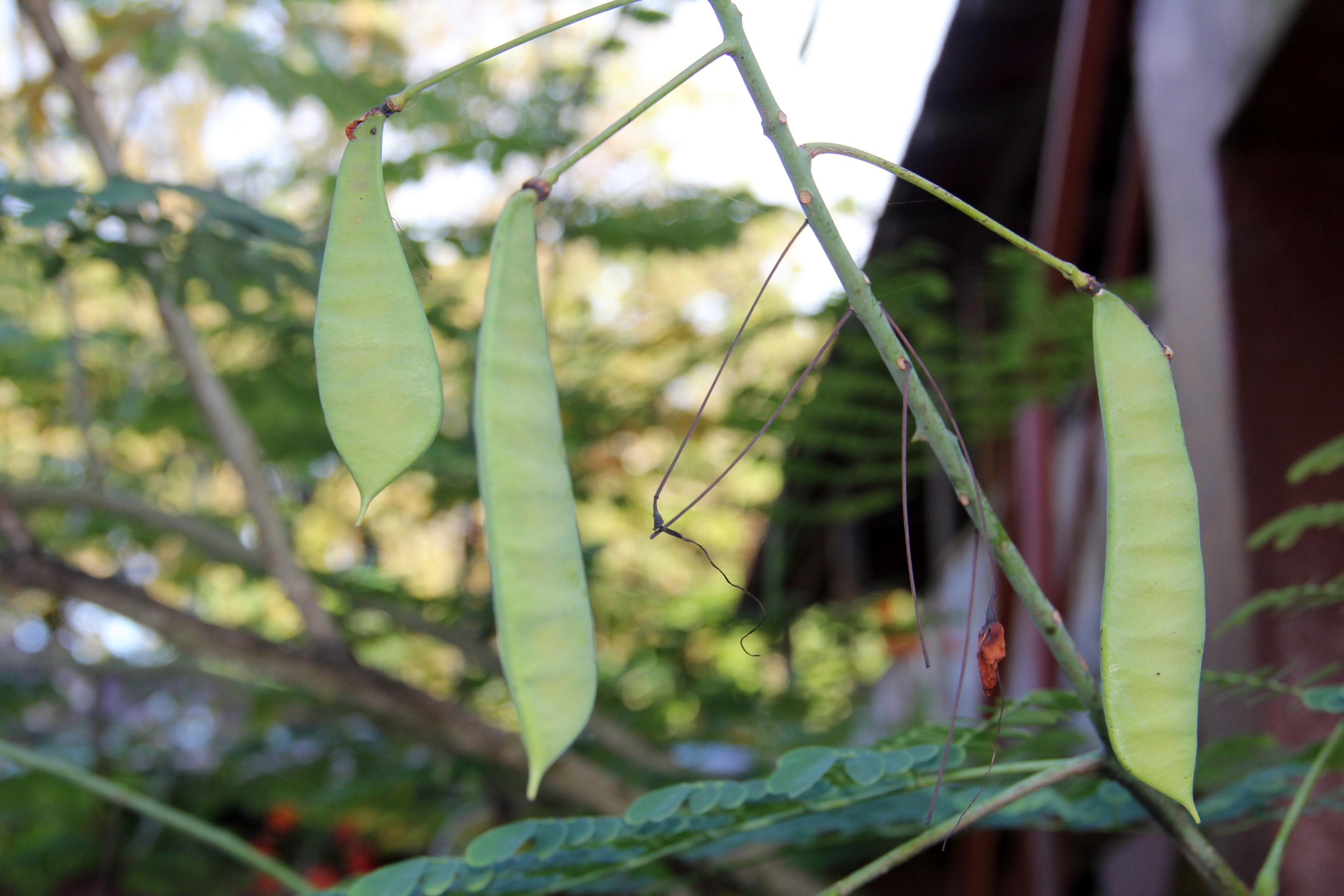
果実
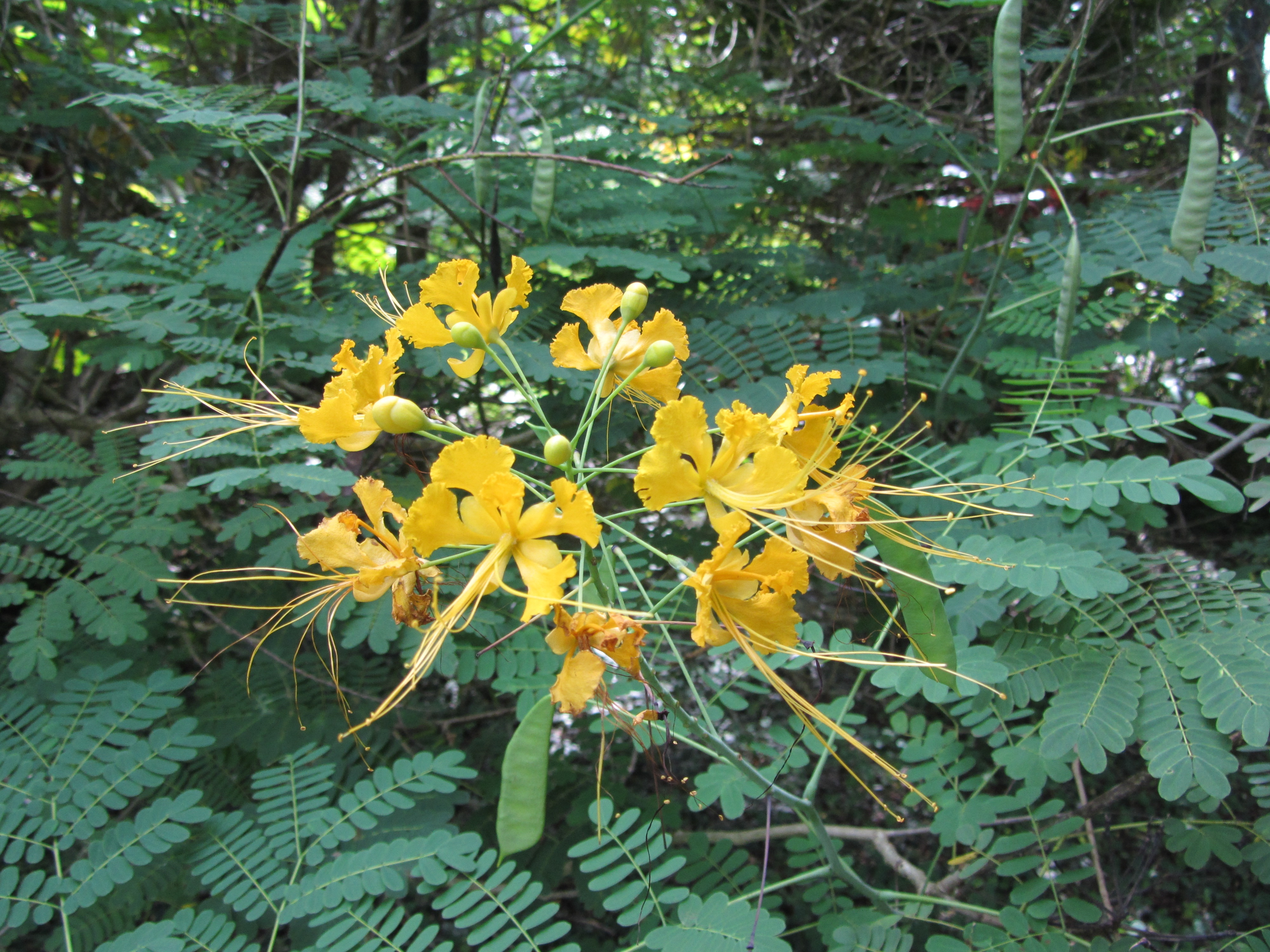
黄花の品種